# Jelles de Lecat
Jelles de Lecat o Lescat (fl. 1668-1674), llamado "Yellows" o "el Amarillo", fue un bucanero holandés, más tarde corsario al servicio de la Monarquía Hispánica.

## Biografía
Bajo el mando de Henry Morgan, Lecat participó en el saqueo de Panamá de 1670, pero debido a discusiones sobre el botín, acabó dejando la flota en su buque, el bergantín español de 80 toneladas y 12 cañones Serviliaen, junto con Jan Erasmus Reyning. Marcharon hasta Jamaica, donde se les ofreció un indulto para convertirse en corsarios británicos, pero lo rechazaron y volvieron a piratear brevemente en las aguas de Cuba, capturando por allí un buque corsario guardacostas español, que Lecat se quedó tras dejar el Serviliaen a Reyning. Sin embargo, en un movimiento sorprendente, los dos bucaneros cambiaron entonces de bando y, abandonando a todos los ingleses de tripulación en una isla, pusieron rumbo a Campeche, donde se pusieron al servicio de España. Se cree que lo hicieron a cambio de una gran recompensa y de vender una de sus naves. Lecat y Reyning cayeron sobre los extractores ilegales de palo de Campeche, que hacían negocio a costa de los españoles, y los expulsaron de Honduras, capturando en poco tiempo una docena de naves.
Las correrías del Amarillo le volvieron casi legendario por su habilidad y su manera de evadir la busca y captura de los ingleses. Se contrataron numerosos corsarios para atraparle, sin éxito. En 1670, el gobernador de Jamaica, Thomas Modyford, envió al pirata John Morris a capturar a Lecat, ocupado en reparar su nave en dique seco, pero Morris no se atrevió a hacerlo y capturó a otro corsario de España en su lugar, Manuel Ribeiro Pardal. El siguiente gobernador, Thomas Lynch, igualmente envió a otro corsario llamado Wilgres a por él, pero de Wilgres desertó y se volvió pirata. William Beeston, capitán del buque de guerra Assistance, salió en su busca en 1671, pero Lecat se refugió al alcance de la artillería de una fortaleza española, por lo que Beeston debió conformarse con capturar a dos piratas no españoles, Francis Witherborn y Du Mangles. El año siguiente, Lynch despachó a Morris, pero llegado a este punto Morris optó por retirarse de las armas y dedicarse al palo de Campeche.
En 1673, Reyning se retiró de la acción tras casi perder la vida en un temporal cerca de La Española que hundió el Serviliaen, tras lo que se convirtió en el agente portuario de Lecat. En 1674, el rey Carlos II de Inglaterra expidió un indulto para Lecat y para otro guardacostas español, Felipe Geraldino, si volvían a servicio inglés, amenazándoles con pena de muerte si se negaban. Se sabe poco del resto de la carrera de Lecat, pero parece que no aceptó.